# Formel-1-Weltmeisterschaft 1993

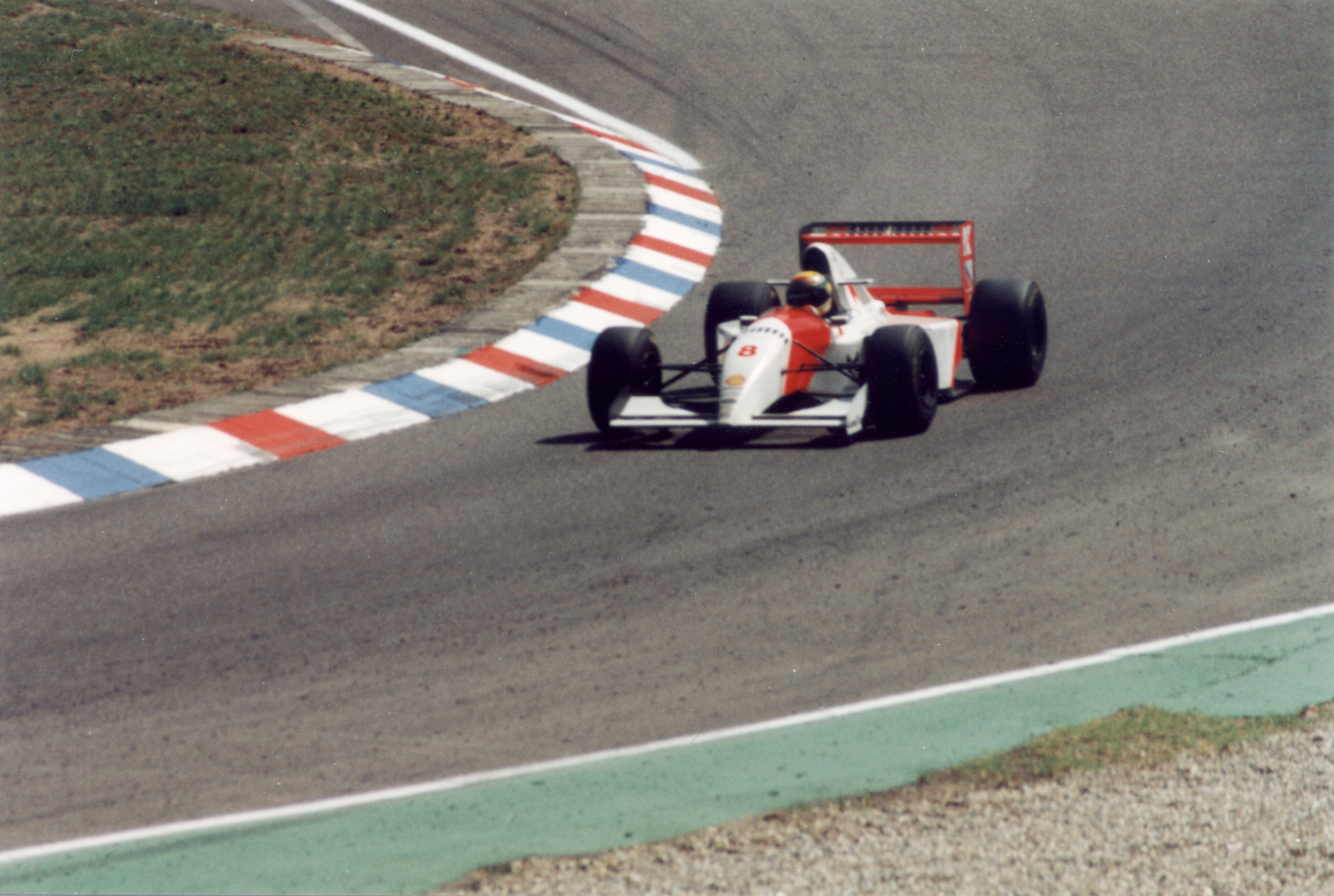
Ayrton Senna im McLaren MP4/8 Ford beim GP Deutschland 1993

Die Formel-1-Weltmeisterschaft 1993 war die 44. Saison der Formel-1-Weltmeisterschaft. Sie wurde über 16 Rennen in der Zeit vom 14. März 1993 bis zum 7. November 1993 ausgetragen. Alain Prost gewann in seiner letzten Formel-1 Saison zum vierten Mal die Fahrerweltmeisterschaft. Williams-Renault wurde zum sechsten Mal Konstrukteursweltmeister.

## Änderungen 1993

### Reglement
Erneut änderten sich die zulässigen Maße der Fahrzeuge. Die Reifenbreite der Hinterräder wurde von 18 in (457 mm) auf 15 in (381 mm) verringert. Die Breite der Fahrzeuge wurde auf 200 cm beschränkt (vorher: 220 cm), die Höhe des Heckflügels von 100 cm auf 90 cm herabgesetzt und die minimal erforderliche Bodenfreiheit von 25 auf 40 mm erhöht. Zudem wurde nur noch handelsübliches Benzin erlaubt und für das freie Training eine Geschwindigkeitsbegrenzung in der Boxengasse von 50 km/h eingeführt.

### Rennstrecken
Der Große Preis von Mexiko wurde 1993 nicht mehr ausgetragen. Hingegen fand erstmals seit 1985 wieder ein Großer Preis von Europa statt, diesmal erstmals im britischen Donington Park. Ansonsten tauschten lediglich der Große Preis von San Marino und der Große Preis von Spanien ihre Positionen im Rennkalender.
Spekuliert worden war vor der Saison über ein zweites Rennen in Japan auf der Rennstrecke von Autopolis unter dem Titel Großer Preis des Pazifiks oder Großer Preis von Asien. Streckenbesitzer Tomonori Tsurumaki hatte bereits in den Vorjahren Läufe der Sportwagen-Weltmeisterschaft veranstaltet, eifrig Werbung u. a. als Sponsor des Benetton-Teams betrieben und versucht, die Rennstrecke durch die Errichtung einer Kunstgalerie mit Gemälden von van Gogh, Picasso, Monet, Magritte und Renoir attraktiver zu machen. Letztlich erhielt Autopolis aufgrund der abgelegenen Lage der Strecke aber keinen Zuschlag für ein Formel-1-Rennen.

### Teams
Zur Saison 1993 meldeten sich die meisten Teams, die schon im Vorjahr angetreten waren. Das britische March-Team meldete sich zur Weltmeisterschaft 1993. Die Fahrer erhielten die Startnummern 17 (Jan Lammers) und 18 (Jean-Marc Gounon). Das Team nahm allerdings an keinem Rennen teil. Zwar wurde die Ausrüstung zum ersten Rennen des Jahres transportiert; auch Lammers und Gounon waren in Südafrika anwesend. Das Team hatte allerdings nicht genügend Geld, um das Material beim Zoll auszulösen. Danach stellte March den Rennbetrieb ein. Auch das italienische Team Andrea Moda Formula, das im September 1992 wegen rufschädigenden Verhaltens von der Weltmeisterschaft ausgeschlossen worden war, meldete sich erneut; da der Teamchef jedoch die Meldefrist nicht eingehalten hatte, wurde die Nennung nicht akzeptiert. Schließlich meldete sich mit Bravo España ein neues Team zur Saison 1993. Die Meldung wurde akzeptiert. Nachdem allerdings ein Manager des Teams überraschend verstorben war, zog Bravo die Meldung im Januar 1993 kurzfristig zurück. Von Dauer war hingegen die Meldung des schweizerischen Sauber-Teams, das hier seine erste Saison absolvierte und bis heute in der Formel 1 aktiv ist.

### Motoren
Honda beendete nach der Saison 1992 die Entwicklung von Formel-1-Motoren und ließ seinen Partner McLaren damit in einer schwierigen Lage zurück. McLaren behalf sich schließlich mit Ford-Kundenmotoren der Generation HB, deren Elektronik jedoch mit Unterstützung von McLarens Technikpartner TAG verbessert wurde.
Judd stellte keine Kundenmotoren her – die beiden Teams Brabham und Andrea Moda Formula, die im Vorjahr mit Judd-Motoren angetreten waren, hatten ohnehin aufgegeben –, sondern entwickelte fortan im Auftrag von Yamaha Rennmotoren, die unter diesem Namen gemeldet und exklusiv einem Partnerteam zur Verfügung gestellt wurden. Als erstes Team kam Tyrrell in den Genuss dieser Unterstützung. Tyrrells bisheriger Motorenlieferant Ilmor, mittlerweile in Teilen von Mercedes-Benz aufgekauft, rüstete daraufhin das neue Sauber-Team aus. Jordan wiederum, das im Vorjahr den von Yamaha selber entwickelten V12-Motor verwendet hatte, brachte daraufhin den Namen Hart erstmals seit 1986 zurück in die Formel 1, nachdem sich das Team an der Entwicklung eines neuen V10-Motors finanziell beteiligt hatte.
Minardi erhielt keine Unterstützung durch Lamborghini mehr, das sich fortan wieder auf seinen ursprünglichen Partner Larrousse konzentrierte. Minardi wechselte daraufhin ebenfalls zurück ins Lager der Ford-Kundenteams.

### Fahrer
In der Saison 1993 blieb die Fahrerpaarung bei keinem Team gegenüber der Vorsaison unverändert. Bei jedem Rennstall wechselte mindestens einer der Fahrer.
Alain Prost, der Ende 1991 von Ferrari entlassen worden war, hatte 1992 ein Sabbatjahr eingelegt und nun bei Williams unterschrieben, nachdem der Fahrervertrag von Riccardo Patrese ausgelaufen war. Daraufhin erklärte Williams-Stammfahrer Nigel Mansell, der Weltmeister 1992, aufgrund persönlicher Animositäten zu Prost seinen Rücktritt und wechselte dagegen in die US-amerikanische CART-Serie, die er 1993 überraschend auf Anhieb gewinnen sollte. Williams erhob daraufhin seinen Testfahrer Damon Hill zu Prosts festem Teamkollegen, allerdings ging dieser aufgrund von Mansells Rücktritt in einem Fahrzeug mit der Startnummer 0 ins Rennen.
Gerhard Berger kehrte nach drei Jahren bei McLaren zurück zu Ferrari, das Ende 1992 seinen zweiten Fahrer Ivan Capelli entlassen hatte. Das zweite Cockpit bei McLaren neben dem dreimaligen Weltmeister Ayrton Senna besetzte daraufhin der US-amerikanische CART-Star Michael Andretti. Capelli ging seinerseits zu Jordan, das sich neu aufgestellt hatte und neben ihm den Brasilianer Rubens Barrichello debütieren ließ. Die beiden Jordan-Fahrer der Vorsaison, Stefano Modena und Maurício Gugelmin, kehrten nie wieder in die Formel 1 zurück.
Riccardo Patrese trat in seiner letzten Saison für Benetton an, wo er als zweiter Fahrer hinter dem Jungstar Michael Schumacher in die Fußstapfen von Martin Brundle trat. Dieser ging in dieser Saison für das französische Team Ligier an den Start, wo er erneut auf den Rückkehrer Mark Blundell als Teamkollegen traf. Brundle und Blundell waren bereits 1991 gemeinsam für Brabham gefahren; Blundell hatte 1992 dagegen keinen Platz als Stammfahrer erhalten und war stattdessen McLaren-Testfahrer geworden. Der vormalige Ligier-Pilot Érik Comas wechselte zu Larrousse, bei dem auch Philippe Alliot ein Comeback feierte. Dieser hatte bereits von 1987 bis 1989 für diesen Rennstall Rennen gefahren, war aber seit 1990 nicht mehr angetreten. Thierry Boutsen als anderer Ligier-Fahrer der Vorsaison hingegen blieb zunächst ohne Cockpit.
Ein Comeback nach zweijähriger Abwesenheit gab auch Derek Warwick, der bei Footwork Teamkollege von Aguri Suzuki wurde. Michele Alboreto ging dafür zu BMS Scuderia Italia, das sich neu aufstellte und neben Alboreto den Debütanten Luca Badoer fahren ließ. Pierluigi Martini, Fahrer im Vorjahr, erhielt zunächst kein Cockpit, JJ Lehto dagegen wurde von Sauber unter Vertrag genommen. Ebenfalls bei Sauber fuhr Karl Wendlinger, der den Großteil der Vorsaison für March bestritten hatte.
Bei Tyrrell erhielt Olivier Grouillard im Gegensatz zu seinem Teamkollegen Andrea de Cesaris keine erneute Chance und wurde durch den japanischen Debütanten Ukyō Katayama ersetzt. Grouillard wechselte 1993 ebenfalls in die CART-Serie. Lotus verlor Mika Häkkinen als Testfahrer an McLaren. Dafür ging nun Alessandro Zanardi für den Traditionsrennstall neben Johnny Herbert an den Start. Auch Minardi behielt mit Christian Fittipaldi den vielversprechenderen seiner beiden Fahrer aus dem Vorjahr. Das Nachsehen hatte Gianni Morbidelli, der dafür durch den Neuling Fabrizio Barbazza ersetzt wurde.
Auch 1993 blieb die Besetzung einiger Cockpits über die Saison hinweg nicht konstant. Geradezu notorisch war dies bei Jordan, das Ivan Capelli nach nur zwei Rennen wieder entließ und diesen zunächst durch den zurückgekehrten Thierry Boutsen ersetzte. Nach dessen Heimrennen in Belgien war aber auch hier die Geduld am Ende, und in den letzten Rennen fuhren mit Marco Apicella, Emanuele Naspetti und Eddie Irvine noch drei weitere Fahrer im zweiten Jordan. Eine weitere eigentümliche Geschichte des Jahres 1993 war die enttäuschend verlaufene Saison von Michael Andretti, der nach dem Großen Preis von Italien seinen Rücktritt erklärte. Hierdurch erhielt Mika Häkkinen seinen Stammplatz bei McLaren, den er bis zu seinem Rücktritt 2001 behalten sollte.

## Teams und Fahrer
| Foto           | Team                        | Chassis                      | Motor                | Reifen | Nr.    | Stammfahrer          | Rennen | Test-/ Ersatzfahrer                                                            |
| -------------- | --------------------------- | ---------------------------- | -------------------- | ------ | ------ | -------------------- | ------ | ------------------------------------------------------------------------------ |
| Williams FW15C | Canon Williams              | Williams FW15C               | Renault 3.5 V10      | G      | [A 1]0 | Damon Hill           | 1–16   | Kenny Bräck David Coulthard                                                    |
| Williams FW15C | Canon Williams              | Williams FW15C               | Renault 3.5 V10      | G      | 02     | Alain Prost          | 1–16   | Kenny Bräck David Coulthard                                                    |
| Tyrrell 021    | Tyrrell Racing Organisation | Tyrrell 020C Tyrrell 021     | Yamaha OX10A 3.5 V10 | G      | 03     | Ukyō Katayama        | 1–16   | n/a                                                                            |
| Tyrrell 021    | Tyrrell Racing Organisation | Tyrrell 020C Tyrrell 021     | Yamaha OX10A 3.5 V10 | G      | 04     | Andrea de Cesaris    | 1–16   | n/a                                                                            |
| Benetton B193  | Camel Benetton Ford         | Benetton B193 Benetton B193B | Ford 3.5 V8          | G      | 05     | Michael Schumacher   | 1–16   | Paul Belmondo Perry McCarthy Allan McNish Andrea Montermini Alessandro Zanardi |
| Benetton B193  | Camel Benetton Ford         | Benetton B193 Benetton B193B | Ford 3.5 V8          | G      | 06     | Riccardo Patrese     | 1–16   | Paul Belmondo Perry McCarthy Allan McNish Andrea Montermini Alessandro Zanardi |
| McLaren MP4/8  | Marlboro McLaren            | McLaren MP4/8                | Ford 3.5 V8          | G      | 07     | Michael Andretti     | 1–13   | Mika Häkkinen                                                                  |
| McLaren MP4/8  | Marlboro McLaren            | McLaren MP4/8                | Ford 3.5 V8          | G      | 07     | Mika Häkkinen        | 14–16  | Mika Häkkinen                                                                  |
| McLaren MP4/8  | Marlboro McLaren            | McLaren MP4/8                | Ford 3.5 V8          | G      | 08     | Ayrton Senna         | 1–16   | Mika Häkkinen                                                                  |
| Footwork FA14  | Footwork Mugen Honda        | Footwork FA13B Footwork FA14 | Mugen-Honda 3.5 V10  | G      | 09     | Derek Warwick        | 1–16   | David Brabham Ukyō Katayama                                                    |
| Footwork FA14  | Footwork Mugen Honda        | Footwork FA13B Footwork FA14 | Mugen-Honda 3.5 V10  | G      | 10     | Aguri Suzuki         | 1–16   | David Brabham Ukyō Katayama                                                    |
| Lotus 107B     | Team Lotus                  | Lotus 107B                   | Ford 3.5 V8          | G      | 11     | Alessandro Zanardi   | 1–12   | n/a                                                                            |
| Lotus 107B     | Team Lotus                  | Lotus 107B                   | Ford 3.5 V8          | G      | 11     | Pedro Lamy           | 13–16  | n/a                                                                            |
| Lotus 107B     | Team Lotus                  | Lotus 107B                   | Ford 3.5 V8          | G      | 12     | Johnny Herbert       | 1–16   | n/a                                                                            |
| Jordan 193     | Sasol Jordan                | Jordan 193                   | Hart 3.5 V10         | G      | 14     | Rubens Barrichello   | 1–16   | Emanuele Naspetti                                                              |
| Jordan 193     | Sasol Jordan                | Jordan 193                   | Hart 3.5 V10         | G      | 15     | Ivan Capelli         | 1, 2   | Emanuele Naspetti                                                              |
| Jordan 193     | Sasol Jordan                | Jordan 193                   | Hart 3.5 V10         | G      | 15     | Thierry Boutsen      | 3–12   | Emanuele Naspetti                                                              |
| Jordan 193     | Sasol Jordan                | Jordan 193                   | Hart 3.5 V10         | G      | 15     | Marco Apicella       | 13     | Emanuele Naspetti                                                              |
| Jordan 193     | Sasol Jordan                | Jordan 193                   | Hart 3.5 V10         | G      | 15     | Emanuele Naspetti    | 14     | Emanuele Naspetti                                                              |
| Jordan 193     | Sasol Jordan                | Jordan 193                   | Hart 3.5 V10         | G      | 15     | Eddie Irvine         | 15, 16 | Emanuele Naspetti                                                              |
| Larrousse LH93 | Larrousse F1                | Larrousse LH93               | Lamborghini 3.5 V12  | G      | 19     | Philippe Alliot      | 1–14   | n/a                                                                            |
| Larrousse LH93 | Larrousse F1                | Larrousse LH93               | Lamborghini 3.5 V12  | G      | 19     | Toshio Suzuki        | 15, 16 | n/a                                                                            |
| Larrousse LH93 | Larrousse F1                | Larrousse LH93               | Lamborghini 3.5 V12  | G      | 20     | Érik Comas           | 1–16   | n/a                                                                            |
| Lola T93/30    | Lola BMS Scuderia Italia    | Lola T93/30                  | Ferrari 3.5 V12      | G      | 21     | Michele Alboreto     | 1–14   | n/a                                                                            |
| Lola T93/30    | Lola BMS Scuderia Italia    | Lola T93/30                  | Ferrari 3.5 V12      | G      | 22     | Luca Badoer          | 1–14   | n/a                                                                            |
| Minardi M193   | Minardi Team                | Minardi M193                 | Ford 3.5 V8          | G      | 23     | Christian Fittipaldi | 1–14   | n/a                                                                            |
| Minardi M193   | Minardi Team                | Minardi M193                 | Ford 3.5 V8          | G      | 23     | Jean-Marc Gounon     | 15, 16 | n/a                                                                            |
| Minardi M193   | Minardi Team                | Minardi M193                 | Ford 3.5 V8          | G      | 24     | Fabrizio Barbazza    | 1–8    | n/a                                                                            |
| Minardi M193   | Minardi Team                | Minardi M193                 | Ford 3.5 V8          | G      | 24     | Pierluigi Martini    | 9–16   | n/a                                                                            |
| Ligier JS39    | Ligier Gitanes Blondes      | Ligier JS39                  | Renault 3.5 V10      | G      | 25     | Martin Brundle       | 1–16   | Éric Bernard                                                                   |
| Ligier JS39    | Ligier Gitanes Blondes      | Ligier JS39                  | Renault 3.5 V10      | G      | 26     | Mark Blundell        | 1–16   | Éric Bernard                                                                   |
| Ferrari F93A   | Scuderia Ferrari SpA        | Ferrari F93A                 | Ferrari 3.5 V12      | G      | 27     | Jean Alesi           | 1–16   | Nicola Larini Gianni Morbidelli                                                |
| Ferrari F93A   | Scuderia Ferrari SpA        | Ferrari F93A                 | Ferrari 3.5 V12      | G      | 28     | Gerhard Berger       | 1–16   | Nicola Larini Gianni Morbidelli                                                |
| Sauber C12     | Sauber                      | Sauber C12                   | Ilmor 3.5 V10        | G      | 29     | Karl Wendlinger      | 1–16   | n/a                                                                            |
| Sauber C12     | Sauber                      | Sauber C12                   | Ilmor 3.5 V10        | G      | 30     | JJ Lehto             | 1–16   | n/a                                                                            |

1. ↑  Die Startnummer 1 wurde nicht vergeben, da mit Nigel Mansell der Weltmeister von 1992 nicht mehr teilnahm. So fielen die ersten Startnummern automatisch dem Konstrukteursweltmeister zu.

## Rennkalender
| Nr. | Datum         | Grand Prix (Strecke)         | Distanz (km) | Sieger                             | Zweiter                            | Dritter                            | Pole- Position                 | Schnellste Rennrunde               | Gesamtführender Fahrer         | Gesamtführender Konstrukteur |
| --- | ------------- | ---------------------------- | ------------ | ---------------------------------- | ---------------------------------- | ---------------------------------- | ------------------------------ | ---------------------------------- | ------------------------------ | ---------------------------- |
| 01  | 14. März      | Südafrika (Midrand)          | 306,792      | Alain Prost (Williams-Renault)     | Ayrton Senna (McLaren-Ford)        | Mark Blundell (Ligier-Renault)     | Alain Prost (Williams-Renault) | Alain Prost (Williams-Renault)     | Alain Prost (Williams-Renault) | Williams-Renault             |
| 02  | 28. März      | Brasilien (São Paulo)        | 307,075      | Ayrton Senna (McLaren-Ford)        | Damon Hill (Williams-Renault)      | Michael Schumacher (Benetton-Ford) | Alain Prost (Williams-Renault) | Michael Schumacher (Benetton-Ford) | Ayrton Senna (McLaren-Ford)    | Williams-Renault             |
| 03  | 11. April     | Europa (Donington Park)      | 305,748      | Ayrton Senna (McLaren-Ford)        | Damon Hill (Williams-Renault)      | Alain Prost (Williams-Renault)     | Alain Prost (Williams-Renault) | Ayrton Senna (McLaren-Ford)        | Ayrton Senna (McLaren-Ford)    | McLaren-Ford                 |
| 04  | 25. April     | San Marino (Imola)           | 307,440      | Alain Prost (Williams-Renault)     | Michael Schumacher (Benetton-Ford) | Martin Brundle (Ligier-Renault)    | Alain Prost (Williams-Renault) | Alain Prost (Williams-Renault)     | Ayrton Senna (McLaren-Ford)    | Williams-Renault             |
| 05  | 9. Mai        | Spanien (Montmeló)           | 308,555      | Alain Prost (Williams-Renault)     | Ayrton Senna (McLaren-Ford)        | Michael Schumacher (Benetton-Ford) | Alain Prost (Williams-Renault) | Michael Schumacher (Benetton-Ford) | Alain Prost (Williams-Renault) | Williams-Renault             |
| 06  | 23. Mai       | Monaco (Monte Carlo)         | 259,584      | Ayrton Senna (McLaren-Ford)        | Damon Hill (Williams-Renault)      | Jean Alesi (Ferrari)               | Alain Prost (Williams-Renault) | Alain Prost (Williams-Renault)     | Ayrton Senna (McLaren-Ford)    | Williams-Renault             |
| 07  | 13. Juni      | Kanada (Montréal)            | 305,670      | Alain Prost (Williams-Renault)     | Michael Schumacher (Benetton-Ford) | Damon Hill (Williams-Renault)      | Alain Prost (Williams-Renault) | Michael Schumacher (Benetton-Ford) | Alain Prost (Williams-Renault) | Williams-Renault             |
| 08  | 4. Juli       | Frankreich (Magny-Cours)     | 306,000      | Alain Prost (Williams-Renault)     | Damon Hill (Williams-Renault)      | Michael Schumacher (Benetton-Ford) | Damon Hill (Williams-Renault)  | Michael Schumacher (Benetton-Ford) | Alain Prost (Williams-Renault) | Williams-Renault             |
| 09  | 11. Juli      | Großbritannien (Silverstone) | 308,334      | Alain Prost (Williams-Renault)     | Michael Schumacher (Benetton-Ford) | Riccardo Patrese (Benetton-Ford)   | Alain Prost (Williams-Renault) | Damon Hill (Williams-Renault)      | Alain Prost (Williams-Renault) | Williams-Renault             |
| 10  | 25. Juli      | Deutschland (Hockenheim)     | 306,675      | Alain Prost (Williams-Renault)     | Michael Schumacher (Benetton-Ford) | Mark Blundell (Ligier-Renault)     | Alain Prost (Williams-Renault) | Michael Schumacher (Benetton-Ford) | Alain Prost (Williams-Renault) | Williams-Renault             |
| 11  | 15. August    | Ungarn (Mogyoród)            | 305,536      | Damon Hill (Williams-Renault)      | Riccardo Patrese (Benetton-Ford)   | Gerhard Berger (Ferrari)           | Alain Prost (Williams-Renault) | Alain Prost (Williams-Renault)     | Alain Prost (Williams-Renault) | Williams-Renault             |
| 12  | 29. August    | Belgien (Spa-Francorchamps)  | 306,856      | Damon Hill (Williams-Renault)      | Michael Schumacher (Benetton-Ford) | Alain Prost (Williams-Renault)     | Alain Prost (Williams-Renault) | Alain Prost (Williams-Renault)     | Alain Prost (Williams-Renault) | Williams-Renault             |
| 13  | 12. September | Italien (Monza)              | 307,400      | Damon Hill (Williams-Renault)      | Jean Alesi (Ferrari)               | Michael Andretti (McLaren-Ford)    | Alain Prost (Williams-Renault) | Damon Hill (Williams-Renault)      | Alain Prost (Williams-Renault) | Williams-Renault             |
| 14  | 26. September | Portugal (Estoril)           | 308,850      | Michael Schumacher (Benetton-Ford) | Alain Prost (Williams-Renault)     | Damon Hill (Williams-Renault)      | Damon Hill (Williams-Renault)  | Damon Hill (Williams-Renault)      | Alain Prost (Williams-Renault) | Williams-Renault             |
| 15  | 24. Oktober   | Japan (Suzuka)               | 310,792      | Ayrton Senna (McLaren-Ford)        | Alain Prost (Williams-Renault)     | Mika Häkkinen (McLaren-Ford)       | Alain Prost (Williams-Renault) | Alain Prost (Williams-Renault)     | Alain Prost (Williams-Renault) | Williams-Renault             |
| 16  | 7. November   | Australien (Adelaide)        | 298,620      | Ayrton Senna (McLaren-Ford)        | Alain Prost (Williams-Renault)     | Damon Hill (Williams-Renault)      | Ayrton Senna (McLaren-Ford)    | Damon Hill (Williams-Renault)      | Alain Prost (Williams-Renault) | Williams-Renault             |

## Rennberichte

### Großer Preis von Südafrika
| Platz | Fahrer        | Team             | Zeit        |
| ----- | ------------- | ---------------- | ----------- |
| 1     | Alain Prost   | Williams-Renault | 1:38:45,082 |
| 2     | Ayrton Senna  | McLaren-Ford     | + 1:19,824  |
| 3     | Mark Blundell | Ligier-Renault   | + 1 Runde   |
| PP    | Alain Prost   | Williams-Renault | 1:15,696    |
| SR    | Alain Prost   | Williams-Renault | 1:19,492    |

Der Große Preis von Südafrika auf dem Circuit Kyalami in Kyalami fand am 14. März 1993 statt und ging über 72 Runden (306,792 km).
Nachdem Prost 1992 pausiert hatte, gewann er gleich das erste Rennen nach seinem Comeback. Nur fünf Fahrer beendeten das Rennen, den letzten Punkt erhielt Gerhard Berger, der nur zwei Runden vor Schluss ausgeschieden war. Spät im Rennen begann es zu regnen.

### Großer Preis von Brasilien
| Platz | Fahrer             | Team             | Zeit        |
| ----- | ------------------ | ---------------- | ----------- |
| 1     | Ayrton Senna       | McLaren-Ford     | 1:51:15,485 |
| 2     | Damon Hill         | Williams-Renault | + 16,625    |
| 3     | Michael Schumacher | Benetton-Ford    | + 45,436    |
| PP    | Alain Prost        | Williams-Renault | 1:15,866    |
| SR    | Michael Schumacher | Benetton-Ford    | 1:20,024    |

Der Große Preis von Brasilien auf dem Autódromo José Carlos Pace in São Paulo fand am 28. März 1993 statt und ging über 71 Runden (307,075 km).
Eine Startkollision kostete vier Fahrern das Rennen, darunter Gerhard Berger und Michael Andretti. Schwierige äußere Bedingungen in Form eines Gewitters erschwerten die Fahrbedingungen. Dieser Sieg stellte den 100. Erfolg des McLaren-Teams in der Formel 1 dar.

### Großer Preis von Europa
| Platz | Fahrer       | Team             | Zeit        |
| ----- | ------------ | ---------------- | ----------- |
| 1     | Ayrton Senna | McLaren-Ford     | 1:50:46,570 |
| 2     | Damon Hill   | Williams-Renault | + 1:23,199  |
| 3     | Alain Prost  | Williams-Renault | + 1 Runde   |
| PP    | Alain Prost  | Williams-Renault | 1:10,458    |
| SR    | Ayrton Senna | McLaren-Ford     | 1:18,029    |

Der Große Preis von Europa in Donington Park Circuit fand am 11. April 1993 statt und ging über 76 Runden (305,748 km). Es war das einzige Mal, dass der Große Preis von Europa in Donington ausgetragen wurde.
Das Rennen stand unter dem Zeichen schwieriger äußerer Bedingungen, bei denen sich Regen- und Trockenphasen abwechselten. Ayrton Senna fuhr hier eines der besten Rennen seiner Karriere. Bereits in der ersten Runde überholte der auf Platz vier gestartete Senna im strömenden Regen alle vor ihm fahrenden Gegner und gab die Führung bis Rennende nicht wieder ab. Statt wie die meisten anderen Fahrer die Reifen aufgrund des ständig wechselnden Wetters bis zu siebenmal zu wechseln, wechselte er sie lediglich viermal und gewann das Rennen mit deutlichem Vorsprung.
Ein Kuriosum ist, dass Senna die schnellste Rennrunde durch die Boxengasse fuhr. Der Brasilianer wollte zum Reifenwechsel, doch sein Team war noch nicht bereit, also fuhr er einfach hindurch. Die Fahrt durch die Boxengasse sparte einen Teil des eigentlichen Weges und es gab noch kein Tempolimit innerhalb der Box.

### Großer Preis von San Marino
| Platz | Fahrer             | Team             | Zeit        |
| ----- | ------------------ | ---------------- | ----------- |
| 1     | Alain Prost        | Williams-Renault | 1:33:20,413 |
| 2     | Michael Schumacher | Benetton-Ford    | + 32,410    |
| 3     | Martin Brundle     | Ligier-Renault   | + 1 Runde   |
| PP    | Alain Prost        | Williams-Renault | 1:22,070    |
| SR    | Alain Prost        | Williams-Renault | 1:26,128    |

Der Große Preis von San Marino auf dem Autodromo Enzo e Dino Ferrari in Imola fand am 25. April 1993 statt und ging über 61 Runden (307,44 km).
Alain Prost fuhr einen nie gefährdeten Sieg von der Pole-Position aus ein. Teamkollege Damon Hill schied nach einem Fahrfehler aus, Ayrton Senna musste mit Hydraulikproblemen aufgeben. Der viertplatzierte JJ Lehto fiel zwei Runden vor Schluss mit einem Motorschaden aus, wurde aber auf Grund der zurückgelegten Distanz noch gewertet.

### Großer Preis von Spanien
| Platz | Fahrer             | Team             | Zeit        |
| ----- | ------------------ | ---------------- | ----------- |
| 1     | Alain Prost        | Williams-Renault | 1:32:27,685 |
| 2     | Ayrton Senna       | McLaren-Ford     | + 16,873    |
| 3     | Michael Schumacher | Benetton-Ford    | + 27,125    |
| PP    | Alain Prost        | Williams-Renault | 1:17,809    |
| SR    | Michael Schumacher | Benetton-Ford    | 1:20,989    |

Der Große Preis von Spanien auf dem Circuit de Catalunya in Barcelona fand am 9. Mai 1993 statt und ging über 65 Runden (308,555 km).
Erneut dominierte Alain Prost das Geschehen. Auf Grund hoher Temperaturen mussten fünf Fahrer mit Motorschäden aufgeben, darunter Damon Hill.

### Großer Preis von Monaco
| Platz | Fahrer       | Team             | Zeit        |
| ----- | ------------ | ---------------- | ----------- |
| 1     | Ayrton Senna | McLaren-Ford     | 1:52:10,947 |
| 2     | Damon Hill   | Williams-Renault | + 52,118    |
| 3     | Jean Alesi   | Ferrari          | + 1:03,362  |
| PP    | Alain Prost  | Williams-Renault | 1:20,557    |
| SR    | Alain Prost  | Williams-Renault | 1:23,604    |

Der Große Preis von Monaco auf dem Circuit de Monaco fand am 23. Mai 1993 statt und ging über 78 Runden (259,584 km).
Ayrton Senna erreichte seinen sechsten Sieg im Fürstentum, den fünften davon in Folge. Dieser Bestwert hat bis heute Bestand. Mit diesem Sieg übernahm Senna auch vorübergehend wieder die Führung in der Weltmeisterschaft.

### Großer Preis von Kanada
| Platz | Fahrer             | Team             | Zeit        |
| ----- | ------------------ | ---------------- | ----------- |
| 1     | Alain Prost        | Williams-Renault | 1:36:41,822 |
| 2     | Michael Schumacher | Benetton-Ford    | + 14,527    |
| 3     | Damon Hill         | Williams-Renault | + 52,685    |
| PP    | Alain Prost        | Williams-Renault | 1:18,987    |
| SR    | Michael Schumacher | Benetton-Ford    | 1:21,500    |

Der Große Preis von Kanada auf dem Circuit Gilles-Villeneuve in Montreal fand am 13. Juni 1993 statt und ging über 69 Runden (305,67 km).
Alain Prost holte sich mit seinem Sieg die Führung in der Weltmeisterschaft zurück. Sein Hauptkonkurrent Ayrton Senna musste sechs Runden vor Schluss mit Elektronikproblemen aufgeben.

### Großer Preis von Frankreich
| Platz | Fahrer             | Team             | Zeit        |
| ----- | ------------------ | ---------------- | ----------- |
| 1     | Alain Prost        | Williams-Renault | 1:38:35,241 |
| 2     | Damon Hill         | Williams-Renault | + 0,342     |
| 3     | Michael Schumacher | Benetton-Ford    | + 21,201    |
| PP    | Damon Hill         | Williams-Renault | 1:14,382    |
| SR    | Michael Schumacher | Benetton-Ford    | 1:19,256    |

Der Große Preis von Frankreich auf dem Circuit de Nevers Magny-Cours fand am 4. Juli 1993 statt und ging über 72 Runden (306,0 km).
In der Startaufstellung war noch Prosts Teamkollege Damon Hill vorne, im Rennen kam es jedoch zum Positionstausch.

### Großer Preis von Großbritannien
| Platz | Fahrer             | Team             | Zeit        |
| ----- | ------------------ | ---------------- | ----------- |
| 1     | Alain Prost        | Williams-Renault | 1:25:38,189 |
| 2     | Michael Schumacher | Benetton-Ford    | + 7,660     |
| 3     | Riccardo Patrese   | Benetton-Ford    | + 1:17,482  |
| PP    | Alain Prost        | Williams-Renault | 1:19,006    |
| SR    | Damon Hill         | Williams-Renault | 1:22,515    |

Der Große Preis von Großbritannien auf dem Silverstone Circuit fand am 11. Juli 1993 statt und ging über 59 Runden (308,334 km).
Beim freien Training am Freitag wäre es fast zu einer Tragödie gekommen, als Mark Blundell auf regennasser Fahrbahn einen Unfall hatte und unmittelbar nach einer Kurve mitten auf der Fahrbahn zum Stehen kam. Als er das Auto verlassen wollte, kamen Ayrton Senna und Michael Andretti mit hoher Geschwindigkeit um die Kurve gefahren und konnten nur knapp ausweichen. Im Rennen am Sonntag fuhr Alain Prost einen souveränen Start-Ziel-Sieg ein. Ayrton Senna rollte kurioserweise auf Grund eines Berechnungsfehlers eine Runde vor Schluss ohne Benzin aus, wurde jedoch noch als Fünfter gewertet. Da auch Damon Hill mit einem Motorschaden ausfiel, konnte sich Prost in der Weltmeisterschaft weiter absetzen und seine Führung ausbauen.

### Großer Preis von Deutschland
| Platz | Fahrer             | Team             | Zeit        |
| ----- | ------------------ | ---------------- | ----------- |
| 1     | Alain Prost        | Williams-Renault | 1:18:40,885 |
| 2     | Michael Schumacher | Benetton-Ford    | + 16,664    |
| 3     | Mark Blundell      | Ligier-Renault   | + 59,349    |
| PP    | Alain Prost        | Williams-Renault | 1:38,748    |
| SR    | Michael Schumacher | Benetton-Ford    | 1:41,859    |

Der Große Preis von Deutschland auf dem Hockenheimring fand am 25. Juli 1993 statt und ging über 45 Runden (306,675 km).
Erneut setzte sich Alain Prost souverän durch und holte den 51. und letzten Sieg seiner Karriere. Damon Hill schied nur eine Runde vor Rennende mit Reifenproblemen aus und verlor seine Position in den Punkten. Ayrton Senna wurde nach einem Dreher in der Startrunde, der ihn an das Ende des Feldes brachte, noch Vierter.

### Großer Preis von Ungarn
| Platz | Fahrer           | Team             | Zeit        |
| ----- | ---------------- | ---------------- | ----------- |
| 1     | Damon Hill       | Williams-Renault | 1:47:39,098 |
| 2     | Riccardo Patrese | Benetton-Ford    | + 1:11,915  |
| 3     | Gerhard Berger   | Ferrari          | + 1:18,042  |
| PP    | Alain Prost      | Williams-Renault | 1:14,631    |
| SR    | Alain Prost      | Williams-Renault | 1:19,633    |

Der Große Preis von Ungarn auf dem Hungaroring bei Budapest fand am 15. August 1993 statt und ging über 77 Runden (305,536 km).
In einem turbulenten Rennen mit einigen Kollisionen und Ausfällen konnte Damon Hill den ersten Grand Prix seiner Karriere gewinnen. Der Polesetter und Gesamtführende Alain Prost konnte auf Grund technischer Probleme nicht rechtzeitig in die Einführungsrunde starten und musste deshalb vom letzten Startplatz aus in das Rennen gehen. Michael Schumacher und Ayrton Senna fielen mit technischen Defekten aus, so dass Hill einen ungefährdeten Sieg erreichen konnte.

### Großer Preis von Belgien
| Platz | Fahrer             | Team             | Zeit        |
| ----- | ------------------ | ---------------- | ----------- |
| 1     | Damon Hill         | Williams-Renault | 1:34:32,124 |
| 2     | Michael Schumacher | Benetton-Ford    | + 3,668     |
| 3     | Alain Prost        | Williams-Renault | + 14,988    |
| PP    | Alain Prost        | Williams-Renault | 1:47,571    |
| SR    | Alain Prost        | Williams-Renault | 1:51,095    |

Der Große Preis von Belgien auf dem Circuit de Spa-Francorchamps fand am 29. August 1993 statt und ging über 44 Runden (306,856 km).
Das Wochenende begann mit einem Schockmoment. Am Freitag überlebte Lotus-Pilot Alex Zanardi einen Hochgeschwindigkeitscrash in der Eau Rouge nur knapp, bei welchem er kurioserweise durch die wirkende Kraft sogar 3 cm größer wurde. Der nachfolgende Ayrton Senna sah die gelben Flaggen nicht rechtzeitig und drehte sich mit einem Ausweichmanöver in Richtung der Bergungskräfte, vor denen er nur knapp zum Stehen kam. Zanardis Saison war damit beendet, sein Cockpit übernahm der Portugiese Pedro Lamy. Das Rennen wurde von einem Dreikampf zwischen Alain Prost, Damon Hill und Michael Schumacher bestimmt, bei welchem Schumacher zwar Prost hinter sich lassen konnte, sich jedoch Damon Hill geschlagen geben musste.

### Großer Preis von Italien
| Platz | Fahrer           | Team             | Zeit        |
| ----- | ---------------- | ---------------- | ----------- |
| 1     | Damon Hill       | Williams-Renault | 1:17:07,509 |
| 2     | Jean Alesi       | Ferrari          | + 40,012    |
| 3     | Michael Andretti | McLaren-Ford     | + 1 Runde   |
| PP    | Alain Prost      | Williams-Renault | 1:21,179    |
| SR    | Damon Hill       | Williams-Renault | 1:23,575    |

Der Große Preis von Italien auf dem Autodromo Nazionale Monza fand am 12. September 1993 statt und ging über 53 Runden (307,4 km).
Das Rennen gestaltete sich turbulent, von den vier führenden Fahrern der Weltmeisterschaft konnte nur Damon Hill das Rennen beenden und sich damit den dritten Sieg in Folge sichern. Im Startgedränge kam es zu einer Kollision zwischen Hill und Ayrton Senna, welche jedoch folgenlos blieb. Wenig später kollidierte Senna jedoch mit Martin Brundle und musste das Rennen aufgeben. Der in Führung liegende Alain Prost musste das Rennen nach einem Motorschaden, Michael Schumacher nach einem Getriebeschaden, beenden. Bei der Zieleinkunft kam es zu einer spektakulären Szene, als Christian Fittipaldi mit Höchstgeschwindigkeit auf das Hinterrad seines Teamkollegen Pierluigi Martini auffuhr und sich sein Wagen überschlug, glücklicherweise jedoch wieder auf den Rädern landete. Anschließend rutschte er über die Ziellinie und wurde als Achter gewertet.

### Großer Preis von Portugal
| Platz | Fahrer             | Team             | Zeit        |
| ----- | ------------------ | ---------------- | ----------- |
| 1     | Michael Schumacher | Benetton-Ford    | 1:32:46,309 |
| 2     | Alain Prost        | Williams-Renault | + 0,982     |
| 3     | Damon Hill         | Williams-Renault | + 8,206     |
| PP    | Damon Hill         | Williams-Renault | 1:11,494    |
| SR    | Damon Hill         | Williams-Renault | 1:14,859    |

Der Große Preis von Portugal auf dem Circuito do Estoril in Lissabon fand am 26. September 1993 statt und ging über 71 Runden (308,85 km).
Bei McLaren ersetzte der Finne Mika Häkkinen den glücklosen Michael Andretti. Polesetter Damon Hill musste aus der letzten Startreihe losfahren, da sein Wagen zu Beginn der Einführungsrunde ausging. In einem Rennen mit vielen Führungswechseln konnte sich am Ende Michael Schumacher gegen den schnelleren Alain Prost durchsetzen und den zweiten Sieg seiner Karriere einfahren. Der zweite Platz reichte Prost jedoch aus, um sich im Jahr seines Comebacks zum vierten Mal in seiner Karriere den Weltmeisterschaftstitel zu sichern. Großes Glück hatte Gerhard Berger, als sein Wagen aufgrund eines Fehlers der aktiven Radaufhängung in der Boxenausfahrt aufsetzte und quer über die Strecke schleuderte. Er wurde nur um Zentimeter von Derek Warwick verfehlt und entging somit einem möglicherweise folgenschweren Unfall.

### Großer Preis von Japan
| Platz | Fahrer        | Team             | Zeit        |
| ----- | ------------- | ---------------- | ----------- |
| 1     | Ayrton Senna  | McLaren-Ford     | 1:40:27,912 |
| 2     | Alain Prost   | Williams-Renault | + 11,435    |
| 3     | Mika Häkkinen | McLaren-Ford     | + 26,129    |
| PP    | Alain Prost   | Williams-Renault | 1:37,154    |
| SR    | Alain Prost   | Williams-Renault | 1:41,176    |

Der Große Preis von Japan auf dem Suzuka International Racing Course fand am 24. Oktober 1993 statt und ging über 53 Runden (310,792 km).
Ayrton Senna konnte mit einem guten Start von Startplatz zwei an Erzrivale Alain Prost vorbeigehen und sich danach im einsetzenden Regen deutlich absetzen. Ein Dreikampf zwischen Gerhard Berger, Damon Hill und Michael Schumacher führte zum Ausfall Schumachers, der in den Williams von Damon Hill rutschte. Neuling Eddie Irvine fuhr auf Anhieb in die Punkte, zog allerdings den Ärger Sennas auf sich, da er diesen nicht überrunden ließ, was nach dem Rennen zu einem Kinnhaken Sennas gegen Irvine geführt haben soll.

### Großer Preis von Australien
| Platz | Fahrer       | Team             | Zeit        |
| ----- | ------------ | ---------------- | ----------- |
| 1     | Ayrton Senna | McLaren-Ford     | 1:43:27,476 |
| 2     | Alain Prost  | Williams-Renault | + 9,259     |
| 3     | Damon Hill   | Williams-Renault | + 33,902    |
| PP    | Ayrton Senna | McLaren-Ford     | 1:13,371    |
| SR    | Damon Hill   | Williams-Renault | 1:15,381    |

Der Große Preis von Australien auf dem Adelaide Street Circuit fand am 7. November 1993 statt und ging über 79 Runden (298,62 km).
Ayrton Senna holte seinen 41. und letzten Sieg. Mit diesem nie gefährdeten Sieg sicherte er sich noch die Vizeweltmeisterschaft hinter Alain Prost und vor Damon Hill, der in seinem ersten vollständigen Jahr Gesamtrang drei erreichte. Michael Schumacher, am Ende Vierter in der Weltmeisterschaft, schied mit einem Motorschaden aus. Auf dem Siegerpodest kam es zu einer versöhnlichen Geste der beiden Erzrivalen Ayrton Senna und Alain Prost.

## Weltmeisterschaftswertungen
Weltmeister wird derjenige Fahrer bzw. Konstrukteur, der bis zum Saisonende die meisten Punkte in der Weltmeisterschaft angesammelt hat. Bei der Punkteverteilung werden die Platzierungen im Gesamtergebnis des jeweiligen Rennens aller Rennen berücksichtigt. Die sechs erstplatzierten Fahrer jedes Rennens erhielten Punkte nach folgendem Schema:
| Platz  | 1  | 2 | 3 | 4 | 5 | 6 |
| Punkte | 10 | 6 | 4 | 3 | 2 | 1 |

### Fahrerwertung
| Pos. | Fahrer         | Konstrukteur          |     |     |     |     |     |     |     |     |     |     |     |     |     |     |     |     | Punkte |
| 01   | A. Prost       | Williams-Renault      | 1   | DNF | 3   | 1   | 1   | 4   | 1   | 1   | 1   | 1   | 12  | 3   | 12* | 2   | 2   | 2   | 99     |
| 02   | A. Senna       | McLaren-Ford          | 2   | 1   | 1   | DNF | 2   | 1   | 18* | 4   | 5*  | 4   | DNF | 4   | DNF | DNF | 1   | 1   | 73     |
| 03   | D. Hill        | Williams-Renault      | DNF | 2   | 2   | DNF | DNF | 2   | 3   | 2   | DNF | 15* | 1   | 1   | 1   | 3   | 4   | 3   | 69     |
| 04   | M. Schumacher  | Benetton-Ford         | DNF | 3   | DNF | 2   | 3   | DNF | 2   | 3   | 2   | 2   | DNF | 2   | DNF | 1   | DNF | DNF | 52     |
| 05   | R. Patrese     | Benetton-Ford         | DNF | DNF | 5   | DNF | 4   | DNF | DNF | 10  | 3   | 5   | 2   | 6   | 5   | 16* | DNF | 8*  | 20     |
| 06   | J. Alesi       | Ferrari               | DNF | 8   | DNF | DNF | DNF | 3   | DNF | DNF | 9   | 7   | DNF | DNF | 2   | 4   | DNF | 4   | 16     |
| 07   | M. Brundle     | Ligier-Renault        | DNF | DNF | DNF | 3   | DNF | 6   | 5   | 5   | 14* | 8   | 5   | 7   | DNF | 6   | 9   | 6   | 13     |
| 08   | G. Berger      | Ferrari               | 6*  | DNF | DNF | DNF | 6   | 14* | 4   | 14  | DNF | 6   | 3   | 10* | DNF | DNF | DNF | 5   | 12     |
| 09   | J. Herbert     | Lotus-Ford            | DNF | 4   | 4   | 8*  | DNF | DNF | 10  | DNF | 4   | 10  | DNF | 5   | DNF | DNF | 11  | DNF | 11     |
| 10   | M. Blundell    | Ligier-Renault        | 3   | 5   | DNF | DNF | 7   | DNF | DNF | DNF | 7   | 3   | 7   | 11* | DNF | DNF | 7   | 9   | 10     |
| 11   | M. Andretti    | McLaren-Ford          | DNF | DNF | DNF | DNF | 5   | 8   | 14  | 6   | DNF | DNF | DNF | 8   | 3   |     |     |     | 7      |
| 12   | K. Wendlinger  | Sauber-Ilmor          | DNF | DNF | DNF | DNF | DNF | 13  | 6   | DNF | DNF | 9   | 6   | DNF | 4   | 5   | DNF | 15* | 7      |
| 13   | JJ Lehto       | Sauber-Ilmor          | 5   | DNF | DNF | 4*  | DNF | DNF | 7   | DNF | 8   | DNF | DNF | 9   | DNF | 7   | 8   | DNF | 5      |
| 14   | C. Fittipaldi  | Minardi-Ford          | 4   | DNF | 7   | DNF | 8   | 5   | 9   | 8   | 12* | 11  | DNF | DNF | 8   | 9   |     |     | 5      |
| 15   | M. Häkkinen    | McLaren-Ford          |     |     |     |     |     |     |     |     |     |     |     |     |     | DNF | 3   | DNF | 4      |
| 16   | D. Warwick     | Footwork-Mugen        | 7*  | 9   | DNF | DNF | 13  | DNF | 16  | 13  | 6   | 17  | 4   | DNF | DNF | 15* | 14* | 10  | 4      |
| 17   | P. Alliot      | Larrousse-Lamborghini | DNF | 7   | DNF | 5   | DNF | 12  | DNF | 9   | 11  | 12  | 8   | 12  | 9   | 10  |     |     | 2      |
| 18   | R. Barrichello | Jordan-Hart           | DNF | DNF | 10* | DNF | 12  | 9   | DNF | 7   | 10  | DNF | DNF | DNF | DNF | 13  | 5   | 11  | 2      |
| 19   | F. Barbazza    | Minardi-Ford          | DNF | DNF | 6   | 6   | DNF | 11  | DNF | DNF |     |     |     |     |     |     |     |     | 2      |
| 20   | A. Zanardi     | Lotus-Ford            | DNF | 6   | 8   | DNF | 14* | 7   | 11  | DNF | DNF | DNF | DNF | DNS |     |     |     |     | 1      |
| 21   | É. Comas       | Larrousse-Lamborghini | DNF | 10  | 9   | DNF | 9   | DNF | 8   | 16* | DNF | DNF | DNF | DNF | 6   | 11  | DNF | 12  | 1      |
| 22   | E. Irvine      | Jordan-Hart           |     |     |     |     |     |     |     |     |     |     |     |     |     |     | 6   | DNF | 1      |
| 23   | P. Martini     | Minardi-Ford          |     |     |     |     |     |     |     |     | DNF | 14  | DNF | DNF | 7   | 8   | 10  | DNF | 0      |
| 24   | A. Suzuki      | Footwork-Mugen        | DNF | DNF | DNF | 9   | 10  | DNF | 13  | 12  | DNF | DNF | DNF | DNF | DNF | DNF | DNF | 7   | 0      |
| 25   | L. Badoer      | Lola-Ferrari          | DNF | 12  | DNQ | 7   | DNF | DNQ | 15  | DNF | DNF | DNF | DNF | 13  | 10  | 14  |     |     | 0      |
| 26   | T. Boutsen     | Jordan-Hart           |     |     | DNF | DNF | 11  | DNF | 12  | 11  | DNF | 13  | 9   | DNF |     |     |     |     | 0      |
| 27   | A. de Cesaris  | Tyrrell-Yamaha        | DNF | DNF | DNF | DNF | DSQ | 10  | DNF | 15  | NC  | DNF | 11  | DNF | 13* | 12  | DNF | 13  | 0      |
| 28   | U. Katayama    | Tyrrell-Yamaha        | DNF | DNF | DNF | DNF | DNF | DNF | 17  | DNF | 13  | DNF | 10  | 15  | 14  | DNF | DNF | DNF | 0      |
| 29   | M. Alboreto    | Lola-Ferrari          | DNF | 11  | 11  | DNQ | DNQ | DNF | DNQ | DNQ | DNQ | 16  | DNF | 14  | DNF | DNF |     |     | 0      |
| 30   | P. Lamy        | Lotus-Ford            |     |     |     |     |     |     |     |     |     |     |     |     | 11* | DNF | 13* | DNF | 0      |
| 31   | T. Suzuki      | Larrousse-Lamborghini |     |     |     |     |     |     |     |     |     |     |     |     |     |     | 12  | 14  | 0      |
| —    | J.-M. Gounon   | Minardi-Ford          |     |     |     |     |     |     |     |     |     |     |     |     |     |     | DNF | DNF | 0      |
| —    | I. Capelli     | Jordan-Hart           | DNF | DNQ |     |     |     |     |     |     |     |     |     |     |     |     |     |     | 0      |
| —    | M. Apicella    | Jordan-Hart           |     |     |     |     |     |     |     |     |     |     |     |     | DNF |     |     |     | 0      |
| —    | E. Naspetti    | Jordan-Hart           |     |     |     |     |     |     |     |     |     |     |     |     |     | DNF |     |     | 0      |

| Legende  | Legende            | Legende                                                          |
| Farbe    | Abkürzung          | Bedeutung                                                        |
| -------- | ------------------ | ---------------------------------------------------------------- |
| Gold     | –                  | Sieg                                                             |
| Silber   | –                  | 2. Platz                                                         |
| Bronze   | –                  | 3. Platz                                                         |
| Grün     | –                  | Platzierung in den Punkten                                       |
| Blau     | –                  | Klassifiziert außerhalb der Punkteränge                          |
| Violett  | DNF                | Rennen nicht beendet (did not finish)                            |
| Violett  | NC                 | nicht klassifiziert (not classified)                             |
| Rot      | DNQ                | nicht qualifiziert (did not qualify)                             |
| Rot      | DNPQ               | in Vorqualifikation gescheitert (did not pre-qualify)            |
| Schwarz  | DSQ                | disqualifiziert (disqualified)                                   |
| Weiß     | DNS                | nicht am Start (did not start)                                   |
| Weiß     | WD                 | zurückgezogen (withdrawn)                                        |
| Hellblau | PO                 | nur am Training teilgenommen (practiced only)                    |
| Hellblau | TD                 | Freitags-Testfahrer (test driver)                                |
| ohne     | DNP                | nicht am Training teilgenommen (did not practice)                |
| ohne     | INJ                | verletzt oder krank (injured)                                    |
| ohne     | EX                 | ausgeschlossen (excluded)                                        |
| ohne     | DNA                | nicht erschienen (did not arrive)                                |
| ohne     | C                  | Rennen abgesagt (cancelled)                                      |
| ohne     | keine WM-Teilnahme |                                                                  |
| sonstige | P/fett             | Pole-Position                                                    |
| sonstige | 1/2/3/4/5/6/7/8    | Punktplatzierung im Sprint-/Qualifikationsrennen                 |
| sonstige | SR/kursiv          | Schnellste Rennrunde                                             |
| sonstige | *                  | nicht im Ziel, aufgrund der zurückgelegten Distanz aber gewertet |
| sonstige | ()                 | Streichresultate                                                 |
| sonstige | unterstrichen      | Führender in der Gesamtwertung                                   |

### Konstrukteurswertung

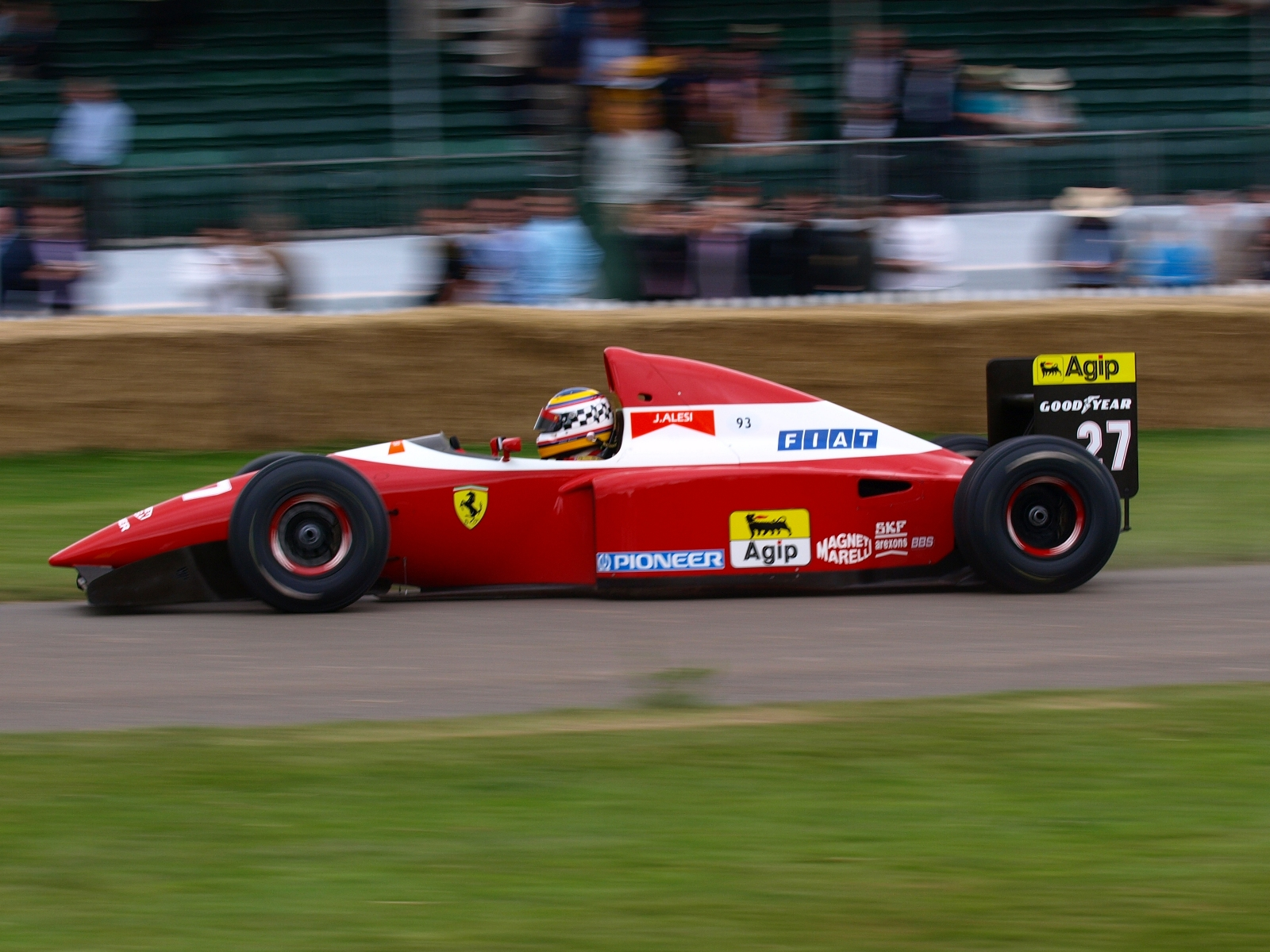
Ferrari F93A von 1993

| Pos. | Konstrukteur     | Punkte |
| ---- | ---------------- | ------ |
| 1    | Williams-Renault | 168    |
| 2    | McLaren-Ford     | 84     |
| 3    | Benetton-Ford    | 72     |
| 4    | Ferrari          | 28     |
| 5    | Ligier-Renault   | 23     |
| 6    | Lotus-Ford       | 12     |
| 7    | Sauber-Ilmor     | 12     |

| Pos. | Konstrukteur          | Punkte |
| ---- | --------------------- | ------ |
| 8    | Minardi-Ford          | 7      |
| 9    | Footwork-Mugen        | 4      |
| 10   | Larrousse-Lamborghini | 3      |
| 11   | Jordan-Hart           | 3      |
| 12   | Lola-Ferrari          | 0      |
| 13   | Tyrrell-Yamaha        | 0      |

## Sonstiges
- Alain Prost, der sich mit einem zweiten Platz beim Großen Preis von Portugal vorzeitig den vierten Weltmeistertitel seiner Karriere sicherte, scheiterte mit 13 Trainingsbestzeiten während der Saison knapp an der Bestmarke von Nigel Mansell aus dem Jahr 1992 (14). Prost beendete zum Jahresende seine Karriere.
- Ayrton Senna wechselte nach Saisonende von McLaren zu Williams F1. Er versprach sich davon für die Saison 1994 ein konkurrenzfähigeres Auto, das ihm den Gewinn des vierten Weltmeistertitels ermöglichen sollte.